# Callichilia basileis
Callichilia basileis är en oleanderväxtart som beskrevs av H.J. Beentje. Callichilia basileis ingår i släktet Callichilia och familjen oleanderväxter. Inga underarter finns listade i Catalogue of Life.